# Jacques Sayabalian
Jacques Sayabalian (Paylag) (armenisch Ժագ Սայապալեան (Փայլակ), türkisch Jak Sayabalyan; * Juni 1888 in Konya; † 1915 in Ankara) war ein armenischer Journalist, Übersetzer und Hilfskonsul der englischen Vertretung in Konya. Er war ein Opfer des Völkermords an den Armeniern.

## Leben
Jacques Sayabalians Vater, Gazaros Sayabalyan, war Gouverneur der Provinz Konya. 1896 ging Sayabalian nach Istanbul, wo er die Retheos-Berberian-Schule besuchte, und setzte seinen Bildungsweg am amerikanischen College von Izmir für zwei Jahre fort. Sayabalian war Mitglied der Armenischen Nationalversammlung im Osmanischen Reich.
Ab 1909 wurde Jacques Sayabalian in Istanbul Journalist. Er leitete die Zeitschrift Şehbal und schrieb Glossen für die Zeitung Surhantag. Danach schrieb er in den neu erschienenen armenischen Zeitungen, Zeitschriften und Jahrbüchern in Istanbul. In der Zeitung Masis schrieb er unter dem Schriftstellernamen „V.“ Gedichte. Während des Völkermords an den Armeniern wurde Sayabalyan am „Roten Sonntag“, dem 24. April 1915, festgenommen, nach Ankara deportiert und in der Nähe von Ankara getötet. Sein Grab ist unbekannt.